# Soendabloedwielewaal
De soendabloedwielewaal (Oriolus consanguineus) is een soort wielewaal die voorkomt in Zuidoost-Azië. De vogel werd in 1881 door de Duitse natuuronderzoeker Robert George Wardlaw-Ramsay geldig beschreven.

## Kenmerken
De soendabloedwielewaal is 21 tot 24 cm lang. De vogel lijkt sterk op de Javaanse bloedwielewaal (O. cruentus). Het is een overwegend zwart gekleurde vogel; het vrouwtje is helemaal zwart, maar iets lichter, bruinig op de borst. Het mannetje heeft een donker karmijnkleurige vlek op de borst en buik en eveneens rode vlekken op de vleugel. Deze rode vlekken zijn bij de nauw verwante Javaanse bloedwielewaal iets kleiner.

## Verspreiding en leefgebied
De vogel komt voor op het schiereiland Malakka en de eilanden Sumatra en Borneo. Het is een algemeen voorkomende standvogel van montane bosgebieden tussen de 1200 en 1800 m boven de zeespiegel. De vogel is bijvoorbeeld algemeen in het nationale park Mount Kinabalu. Er zijn drie ondersoorten:
- O. c. malayanus: Malakka.
- O. c. consanguineus: Sumatra.
- O. c. vulneratus: noordelijk Borneo.

## Status
De grootte van de populatie is niet gekwantificeerd. Er is geen aanleiding te veronderstellen dat de vogel bedreigd wordt in zijn voortbestaan.